# بيتسي شنايدر
بيتسي شنايدر (بالإنجليزية: Betsy Schneider)‏ هي مصورة أمريكية، ولدت في 1965.